# Charles Wesley Turnbull
Charles Wesley Turnbull (Saint Thomas, 5 febbraio 1935 – Washington, 3 luglio 2022) è stato un politico statunitense, è stato il 27º governatore delle Isole Vergini statunitensi.

## Biografia
Nacque a Saint Thomas. Studiò presso la Hampton University in Virginia, dove conseguì laurea e master e inoltre conseguì un dottorato presso l'Università del Minnesota.
Prima di essere eletto nel 1998, lavorò come maestro elementare, preside di un liceo e docente universitario. Svolse le cariche di commissario e assistente commissario territoriale del Dipartimento dell'Istruzione.
Nel gennaio del 1999 divenne governatore come membro del Partito Democratico, nel 2002 venne rieletto e nel 2007 lasciò l'incarico per via dei limiti di mandato imposti dalla costituzione.